# Arturo Matte
Arturo Matte Larraín (Santiago, 5 juni 1893 – aldaar, 9 april 1980) was een Chileens politicus.

## Levensloop
Larraín bezocht het Instituto Nacional en studeerde rechten aan de Universiteit van Chili.
Hij was getrouwd met Ester Alessandri Rodríguez, de dochter van president Arturo Alessandri. Uit dit huwelijk kwamen zes kinderen voort.
Samen met zijn oudere broer Luis (1891-1936) richtte hij het karton- en papierproductiebedrijf Empresas CMPC op, dat uitgroeide tot een van de grootste in zijn soort in Latijns-Amerika. Onder president Juan Antonio Ríos was hij minister van Financiën (1943-1944) en burgemeester van Buin. Ook was hij oprichter en directeur van het staalbedrijf Compañía de Acero del Pacífico. Van 1951 tot 1957 was hij senator voor Santiago.
In 1952 was Larraín presidentskandidaat voor de Partido Liberal (Liberale Partij) en de Partido Conservador Tradicionalista (Traditionalistische Conservatieve Partij). Hij werd verslagen door Carlos Ibáñez del Campo. Tijdens het presidentschap van zijn zwager, Jorge Alessandri (1958-1964), trad hij op als diens adviseur.
Naast zijn werkzaamheden als politicus en ondernemer was hij ook lid van de bestuursraad van avondscholen.